# Lacul Qinghai
Lacul Qinghai sau lacul Ch'inghai, cunoscut și cu alte denumiri, este cel mai mare lac din China. Situat într-un bazin endorreic din provincia Qinghai, căreia i-a dat numele, Lacul Qinghai este clasificat ca un lac sărat alcalin. Dimensiunile lacului au fluctuat, micșorându-se în mare parte a secolului al XX-lea, dar crescând din 2004. În 2008 avea o suprafață de 4317 km2, o adâncime medie de 21 m și o adâncime maximă de 25,5 m.

## Nume
Qinghai este pronunția chineză romanizată standard a numelui青海. Deși chineza modernă distinge între culorile albastru și verde, această distincție nu exista în chineza clasică. Culoarea青 (qīng) includea atât albastru, cât și verde ca nuanțe separate. (În română qīng ar fi cyan sau turcoaz, de asemenea, lingviștii au inventat portmanteau -ul „grue” pentru a discuta existența sa în chineză și în alte limbi.) Numele este astfel tradus diferit ca „Marea Albastră”, „Marea Verde”, "Marea albastră-verde", "Marea albastră/verde", etc. Pentru o vreme după războaiele sale cu Xiongnu, dinastia Han vedea lacul ca legendara „Mare de Vest” presupusă a echilibra Marea Chinei de Est, dar pe măsură ce Imperiul Han se extindea spre vest, în Bazinul Tarim, alte lacuri și-au asumat titlul.
În engleză lacul Qinghai era cunoscut anterior ca Lacul Ch'inghai sau Koko Nor; romanizarea din Harta Poștală a Chinei era numele mongol ᠬᠥᠬᠡ ᠨᠠᠭᠤᠷ. În ceea ce privește mongolii, culoarea lacului este etichetată fără ambiguitate ca albastru, dar mongola clasică nu făcea distincție între lacuri și corpuri de apă mai mari. Numele chinezesc, folosind „mare” în loc de „lac”, este astfel un calc literal al acestui nume, folosit de mongolii de sus, dintre care unii au formau clasa conducătoare locală în timpul standardizării toponimelor din vestul Chinei de către dinastia Qing. Utilizarea similară a cuvântului chinezesc „mare” pentru a traduce numele lacurilor mongole mai poate fi văzută în jurul Qinghai, precum în cazul lacului Heihai („Marea Neagră”) din Munții Kunlun.

## Geografie
Lacul Qinghai se află la circa 100 km vest de Xining într-o depresiune a Podișului Tibetan la 3.205 m deasupra nivelului mării. Se află între Prefectura Autonomă Tibetană Haibei și Prefectura Autonomă Tibetană Hainan din nord-estul Qinghai din nord-vestul Chinei . Dimensiunea lacului a fluctuat, micșorându-se în cea mare parte a secolului al XX-lea, dar crescând din 2004. În 2008 avea o suprafață de 4.317 km2, o adâncime medie de 21 m și o adâncime maximă de 25,5 m.
Douăzeci și trei de râuri și pâraie se varsă în lacul Qinghai, majoritatea fiind sezoniere. Cinci cursuri de apă permanente asigură 80% din volumul lacului. Afluența relativ scăzută și evaporarea puternică au făcut Qinghai sărat și alcalin; în prezent are circa 14 ‰ sare cu un pH de 9,3. Salinitatea și bazicitatea au crescut din Holocenul timpuriu.
La vârful peninsulei din vestul lacului se află Insula Cormoranilor și Insula Ouălor, cunoscute împreună ca Insulele Păsărilor.
Lacul Qinghai a fost izolat de Fluviul Galben circa 150.000 de ani în urmă. Dacă nivelul apei ar crește cu vreo 50 m, legătura cu Fluviul Galben va fi restabilită prin trecătoarea spre est, folosită de autostrada S310.

### Clima
Lacul este iarna adesea înghețat timp de trei luni continuu. 
| Date climatice pentru Qinghai lake            | Date climatice pentru Qinghai lake | Date climatice pentru Qinghai lake | Date climatice pentru Qinghai lake | Date climatice pentru Qinghai lake | Date climatice pentru Qinghai lake | Date climatice pentru Qinghai lake | Date climatice pentru Qinghai lake | Date climatice pentru Qinghai lake | Date climatice pentru Qinghai lake | Date climatice pentru Qinghai lake | Date climatice pentru Qinghai lake | Date climatice pentru Qinghai lake | Date climatice pentru Qinghai lake |
| Luna                                          | Ian                                | Feb                                | Mar                                | Apr                                | Mai                                | Iun                                | Iul                                | Aug                                | Sep                                | Oct                                | Nov                                | Dec                                | Anual                              |
| --------------------------------------------- | ---------------------------------- | ---------------------------------- | ---------------------------------- | ---------------------------------- | ---------------------------------- | ---------------------------------- | ---------------------------------- | ---------------------------------- | ---------------------------------- | ---------------------------------- | ---------------------------------- | ---------------------------------- | ---------------------------------- |
| Maxima medie °C (°F)                          | −2.7 (27,1)                        | −0.2 (31,6)                        | 5.1 (41,2)                         | 10.8 (51,4)                        | 15.5 (59,9)                        | 18.5 (65,3)                        | 21.3 (70,3)                        | 21.0 (69,8)                        | 16.1 (61)                          | 10.0 (50)                          | 2.8 (37)                           | −1.3 (29,7)                        | 9,7 (49,5)                         |
| Media zilnică °C (°F)                         | −10 (14)                           | −7.1 (19,2)                        | −1.6 (29,1)                        | 4.1 (39,4)                         | 8.9 (48)                           | 12.2 (54)                          | 14.7 (58,5)                        | 14.2 (57,6)                        | 9.2 (48,6)                         | 2.9 (37,2)                         | −4.6 (23,7)                        | −8.8 (16,2)                        | 2,8 (37)                           |
| Minima medie °C (°F)                          | −15.4 (4,3)                        | −12.4 (9,7)                        | −7 (19,4)                          | −2 (28,4)                          | 2.7 (36,9)                         | 6.2 (43,2)                         | 8.9 (48)                           | 8.2 (46,8)                         | 3.7 (38,7)                         | −2.3 (27,9)                        | −9.6 (14,7)                        | −13.9 (7)                          | −2,7 (27,1)                        |
| Precipitații mm (inches)                      | 1 (0.04)                           | 2 (0.08)                           | 6 (0.24)                           | 17 (0.67)                          | 45 (1.77)                          | 65 (2.56)                          | 87 (3.43)                          | 85 (3.35)                          | 54 (2.13)                          | 20 (0.79)                          | 3 (0.12)                           | 1 (0.04)                           | 386 (15,2)                         |
| Sursa nr. 1: www.yr.no (temperature averages) |                                    |                                    |                                    |                                    |                                    |                                    |                                    |                                    |                                    |                                    |                                    |                                    |                                    |
| Sursa nr. 2: Climate-Data.com (precipitation) |                                    |                                    |                                    |                                    |                                    |                                    |                                    |                                    |                                    |                                    |                                    |                                    |                                    |

## Istorie

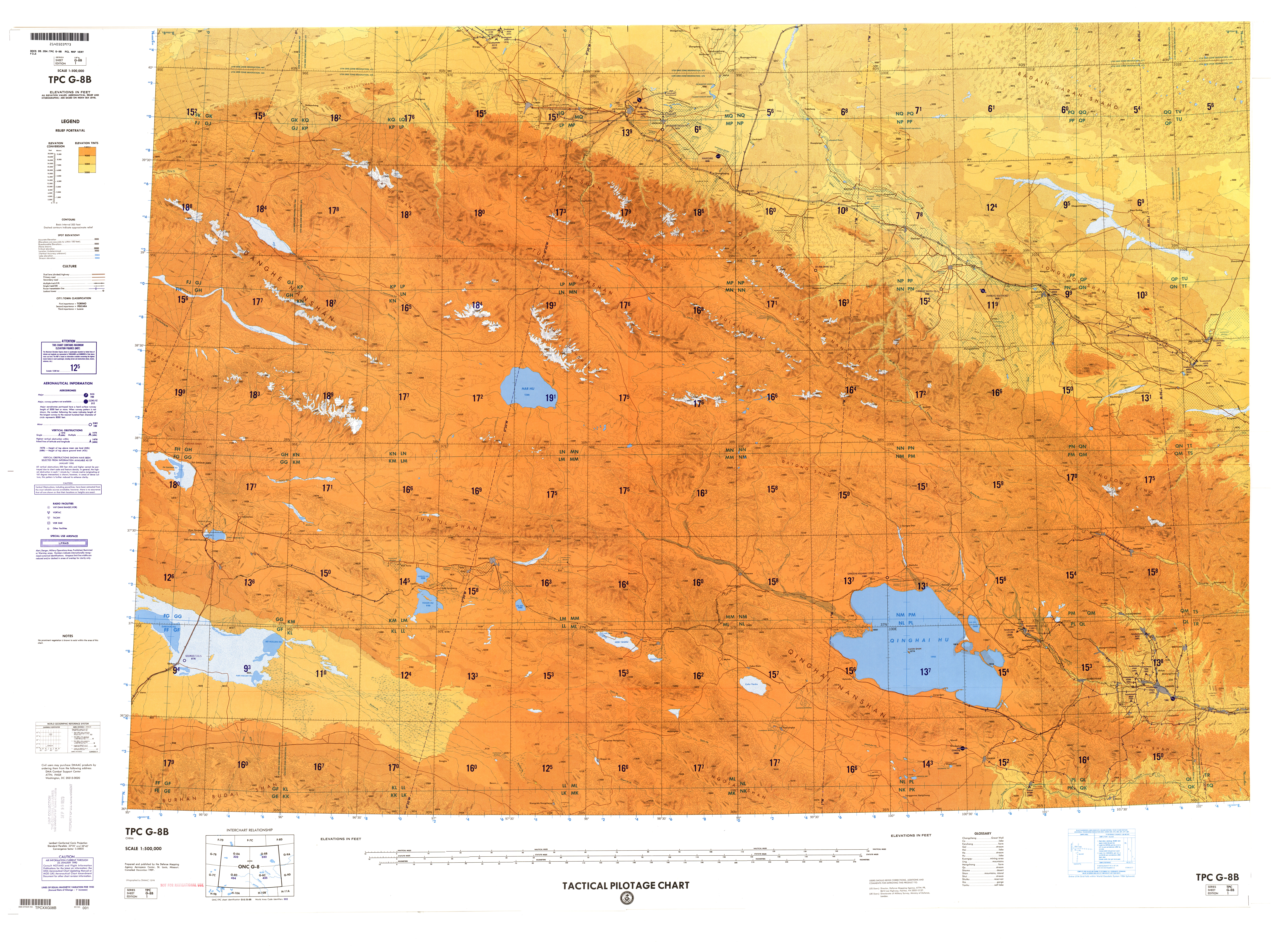
Harta care include lacul Qinghai

În timpul dinastiei Han (206 î.Hr.–220 d.Hr.), un număr mare de chinezi Han trăiau în valea Xining la est.  În secolul al XVII-lea triburile mongole Oirat și Khalkha au migrat în Qinghai și au devenit cunoscuți ca mongolii Qinghai. În 1724 mongolii Qinghai conduși de Lobzang Danjin s-au răsculat împotriva dinastiei Qing. Împăratul Yongzheng, după ce a înăbușit rebeliunea, a lipsit Qinghai de autonomie și a impus conducerea directă. Deși unii tibetani trăiau în jurul lacului, Qing a menținut divizarea administrativă de pe vremea lui Güshi Khan între regatul din vest al lui Dalai Lama (puțin mai mic decât actuala Regiune Autonomă Tibet) și zonele locuite de tibetani la est. De asemenea Yongzheng a trimis coloniști Manchu și Han pentru a dilua populația mongolă.
În timpul guvernării naționaliste (1928-1949), Han au devenit majoritari în provincia Qinghai, deși musulmanii chinezi (Hui) dominau guvernul. Generalul Kuomintang Ma Bufang (Hui), care a invitat musulmani kazahi, s-a alăturat guvernatorului Qinghai și altor oficiali de rang înalt din Qinghai, precum și naționali în desfășurarea unei ceremonii comune a lacului Kokonuur pentru a se închina Zeului Lacului. În timpul ritualului a fost intonat imnul național chinez și toți participanții s-au închinat în fața Portretului fondatorului Kuomintangului, Sun Yat-sen, precum și în fața Zeului Lacului. Participanții, atât Han, cât și Musulmani, au făcut ofrande zeului.

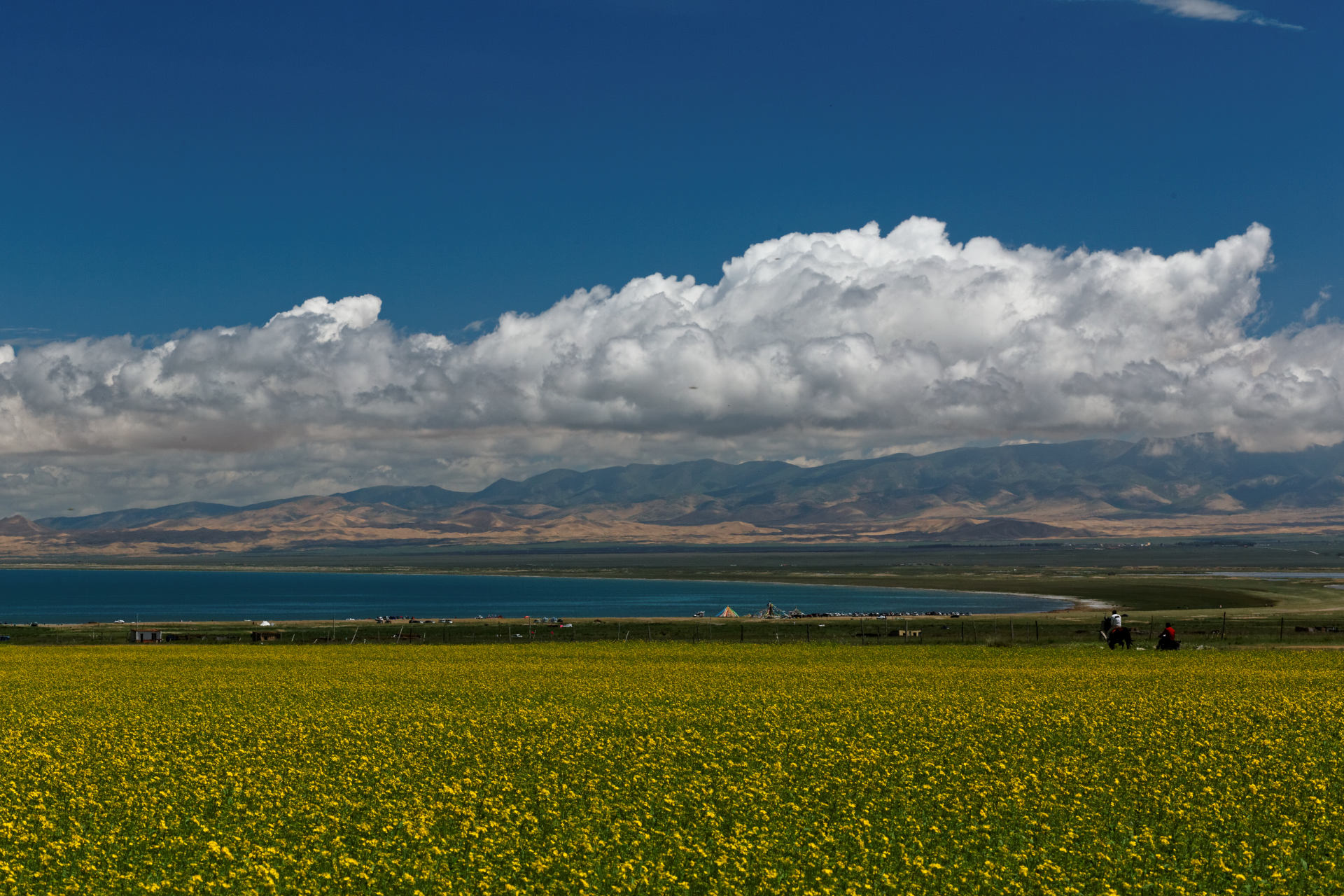
Vedere la lacul Qinghai, 2016

După revoluția chineză din 1949 refugiații din Mișcarea anti-dreapta din anii 1950 s-au stabilit în zona de la vest de lacul Qinghai. După reformele economice chineze din anii 1980 migrația în zonă a crescut, fiind atrasă de noi oportunități de afaceri, și a sporit presiunea asupra mediului. Producția de iarbă proaspătă în județul Gangcha la nord de lac a scăzut de la o medie de 2.057 kg/ha până la 1.271 kg/ha în 1987. În 2001 Administrația de Stat pentru Silvicultură a lansat campania „Retragerea terenurilor cultivate, restaurarea pășunilor” (退耕，还草) și a început confiscarea armelor păstorilor tibetani și mongoli pentru a ocroti gazela lui Przewalski, aflată pe cale de dispariție.
Înainte de anii 1960, 108 râuri de apă dulce se vărsau în lac. În 2003 85% din râuri erau secate la gura de vărsare, inclusiv cel mai mare afluent al lacului, râul Buha. Între 1959 și 1982 nivelul apei scădea cu 10 cm pe an, apoi crescănd cu 10 cm anual între 1983 și 1989, dar a continuat să scadă de atunci. Academia Chineză de Științe a raportat în 1998 că lacul a fost din nou amenințat cu pierderea suprafeței din cauza pășunatului excesiv, a recuperărilor de terenuri și a cauzelor naturale. Suprafața a scăzut cu 11,7% în perioada 1908-2000. În această perioadă zonele mai puțin adânci ale lacului au ieșit la suprafață și numeroase corpuri de apă s-au separat de restul lacului principal. În anii 1960 Lacul Gahai (尕海, Gǎhǎi) de 48,9 km2 a apărut în nord; Lacul Shadao (沙岛, Shādǎo) cu o suprafață de 19,6 km2, la nord-est, și Lacul Haiyan (海晏, Hǎiyàn) de 112,5 km2 au urmat în anii 1980. Încă 96,7 km2 de lac s-au separat în 2004. În plus, de lac s-au separat acum încă o jumătate de duzină de lacuri mici la graniță. Centrul provincial de teledetecție Qinghai a atribuit aceasta scăderii nivelului apei și a deșertificării din regiune. Suprafața lacului s-a micșorat cu 312 km2 în ultimele trei decenii.

## Fauna

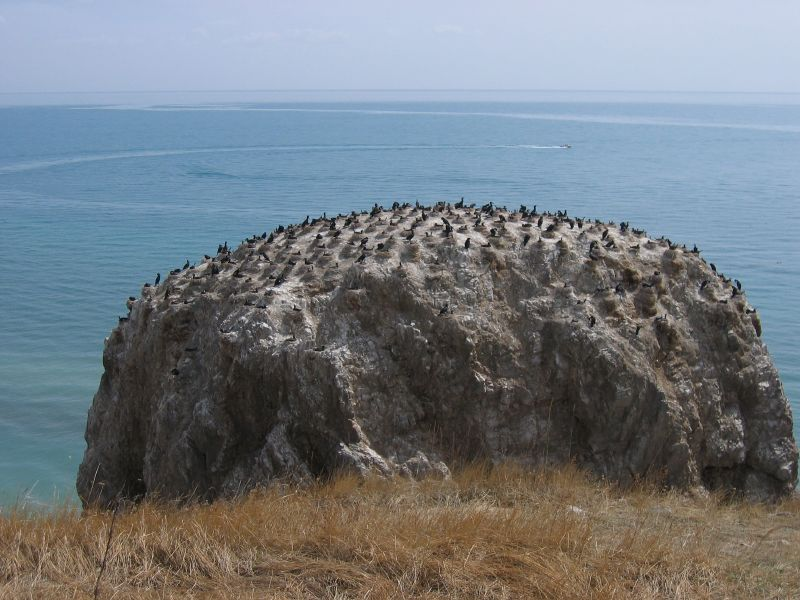
O insulă a păsărilor

Lacul este situat la intersecția mai multor rute de migrație a păsărilor din Asia. Multe specii folosesc Qinghai ca oprire intermediară în timpul migrației. Ca atare, este un punct focal în preocupările globale cu privire la gripa aviară (H5N1), deoarece un focar major aici ar putea răspândi virusul în Europa și Asia, crescând șansele unei pandemii. Focare minore de H5N1 au fost deja identificate la lac. Insulele Păsărilor sunt din 1997 sanctuare ale zonei de protecție a naturii de la lacul Qinghai.
Există cinci specii de pești autohtoni: crapul golaș comestibil (Gymnocypris przewalskii, 湟鱼), foarte răspândit în lac, și patru Nemacheilidae (Triplophysa stolickai, T. dorsonotata, T. scleroptera și T. siluroides). Alte specii de pești din Fluviul Galben viețuiau în lac, dar au dispărut odată cu creșterea salinității și bazicității, începând cu Holocenul timpuriu.

## Cultură
Există o insulă în partea de vest a lacului, cu un templu și câteva schituri numită „Mahādeva, inima lacului” (mTsho snying Ma hā de wa) care a găzduit, istoricește, o mănăstire budistă. Bărcile nu erau folosite în timpul verii, așa că călugării și pelerinii mergeau acolo doar când lacul îngheța iarna. Un nomad a descris mărimea insulei spunând că: „dacă dimineața o capră începe să pască iarba din jurul ei în sensul acelor de ceasornic și iedul ei în sens invers acelor de ceasornic, se vor întâlni doar noaptea, ceea ce arată cât de mare este insula." Este, de asemenea, cunoscută ca locul în care Gushri Khan și alți mongoli khoshut au migrat în anii 1620.
Lacul este în prezent circumnavigat de pelerini, în principal budiști tibetani, în special în fiecare An al Calului din ciclul de 12 ani. Nikolai Prjevalsky a estimat că ar fi nevoie de aproximativ opt zile cu calul sau 15 de mers pe jos pentru a înconjura lacul, dar pelerinii spun că durează vreo 18 zile călare, iar unul a mers pe jos în jurul lacului timp de 23 de zile.

## Galerie

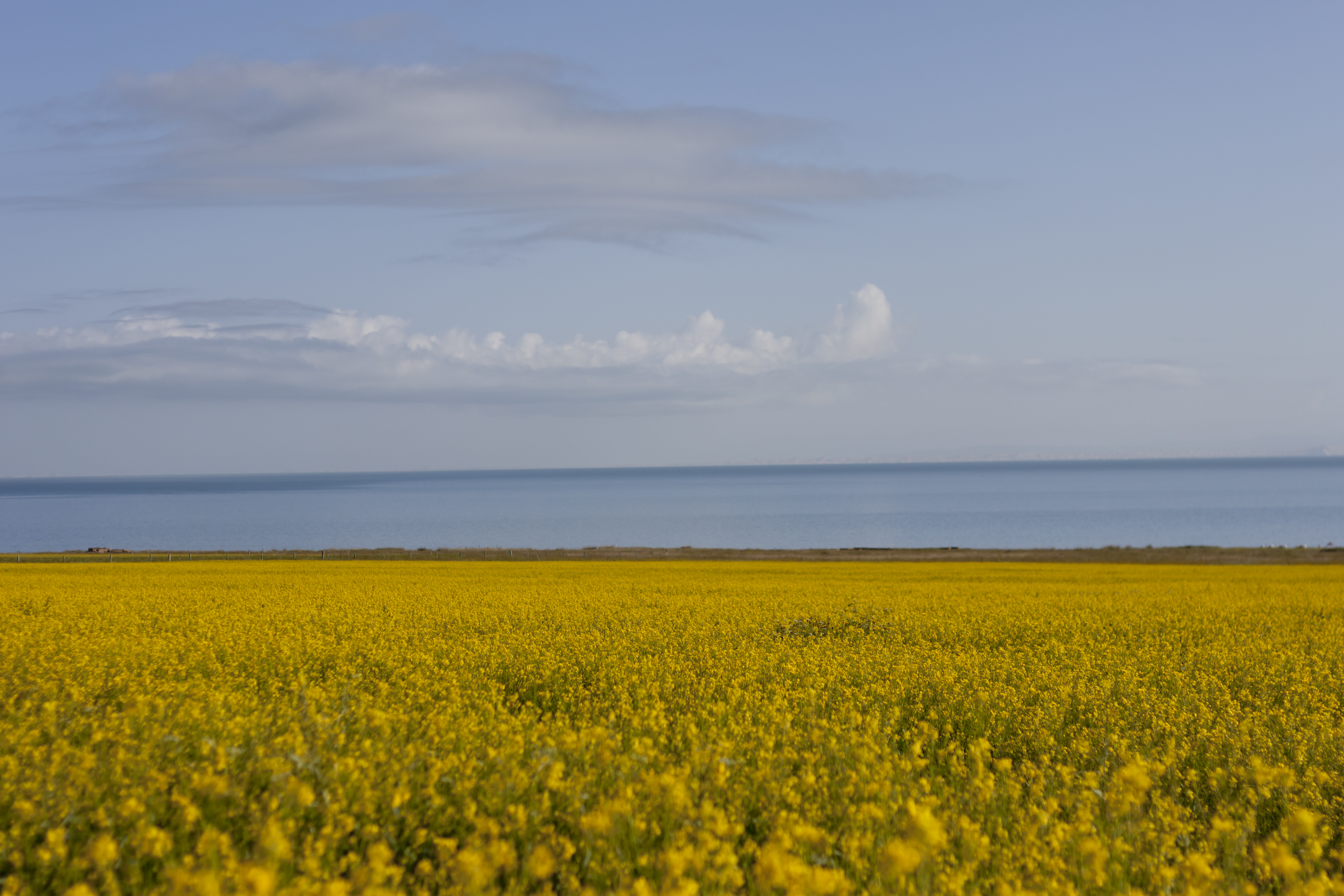
Câmpuri de rapiță
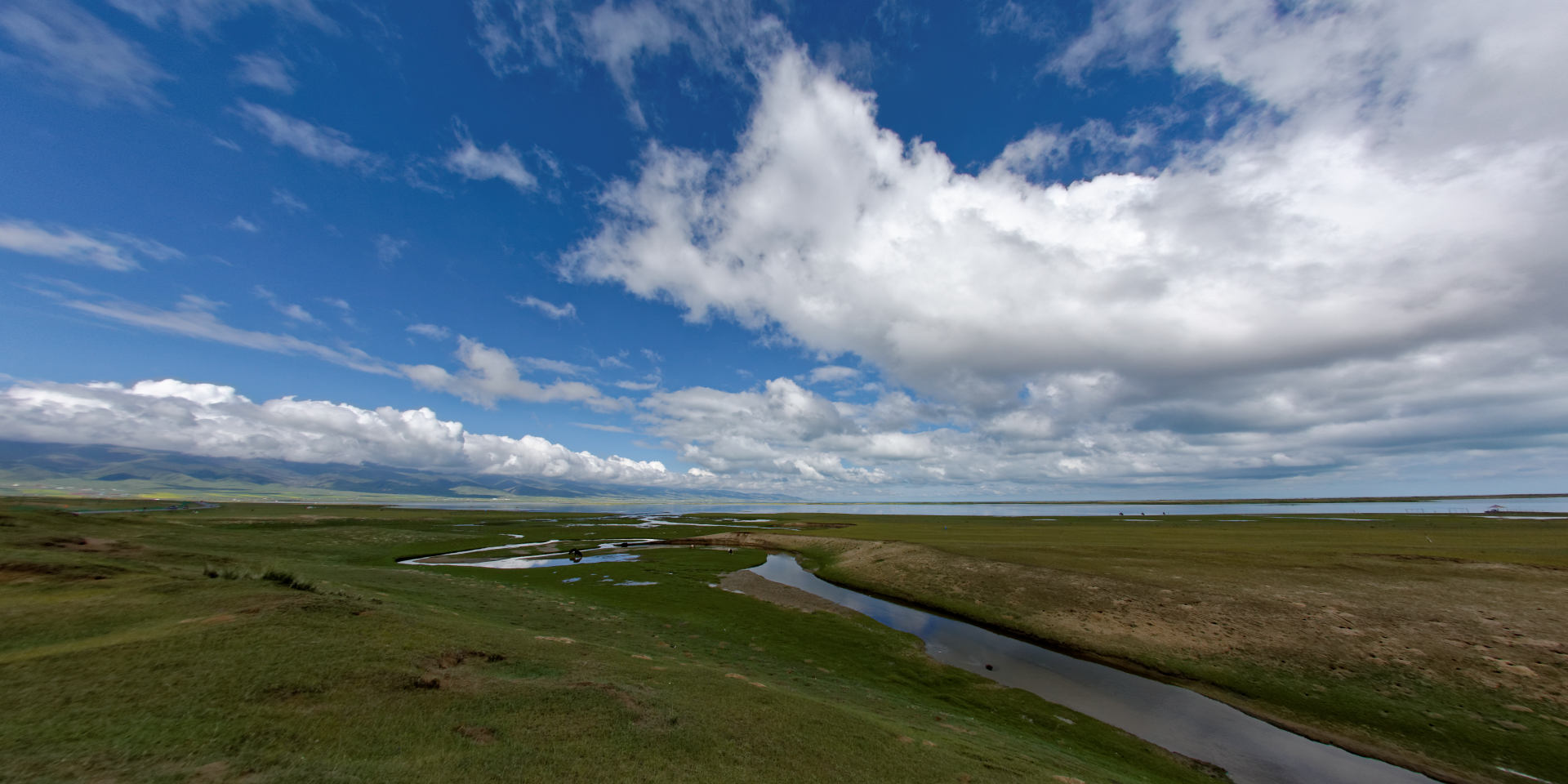
Pajiști lângă lac
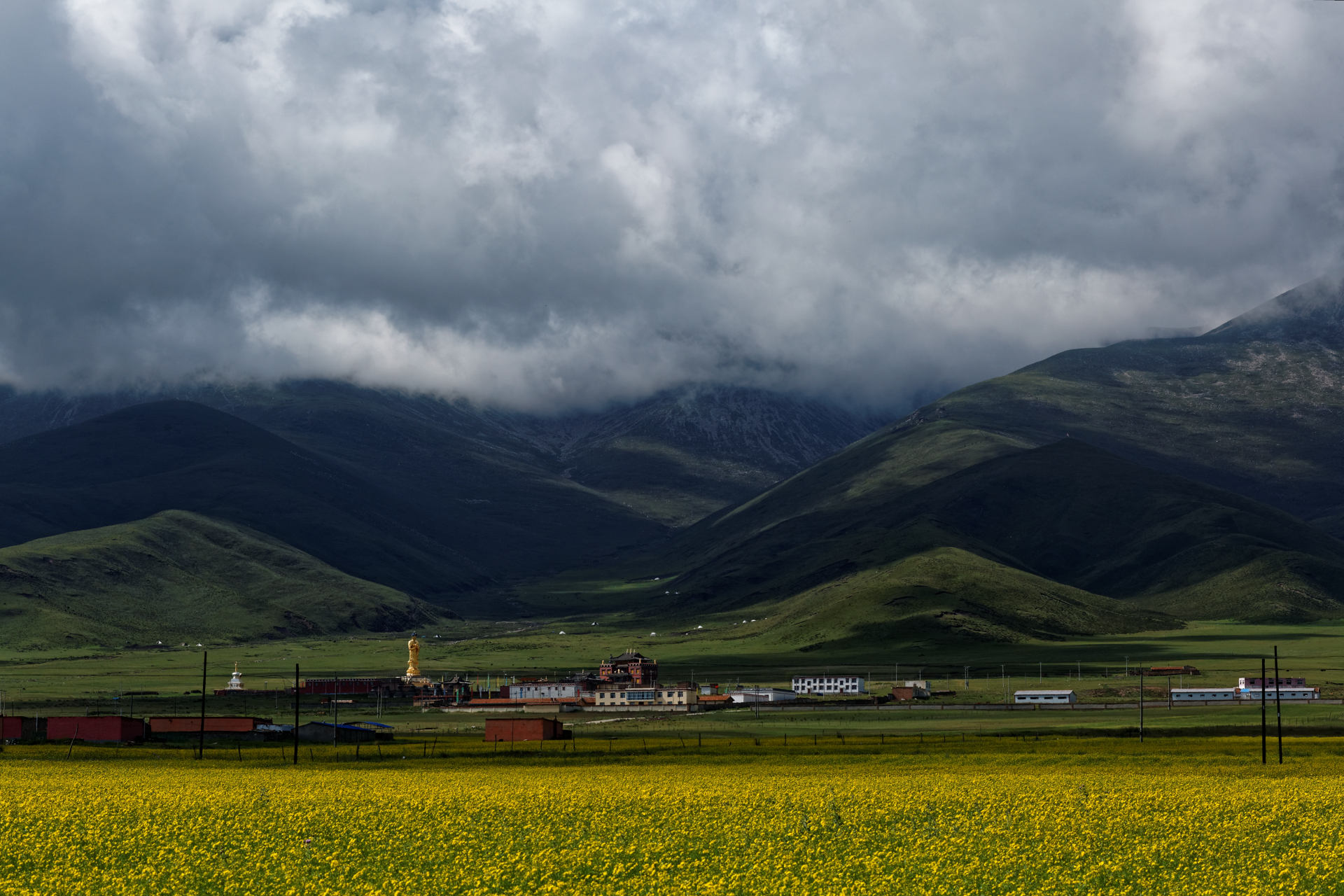
Mănăstirea Gya'yi (རྒྱ་ཡེ་དགོན) pe lacul Qinghai
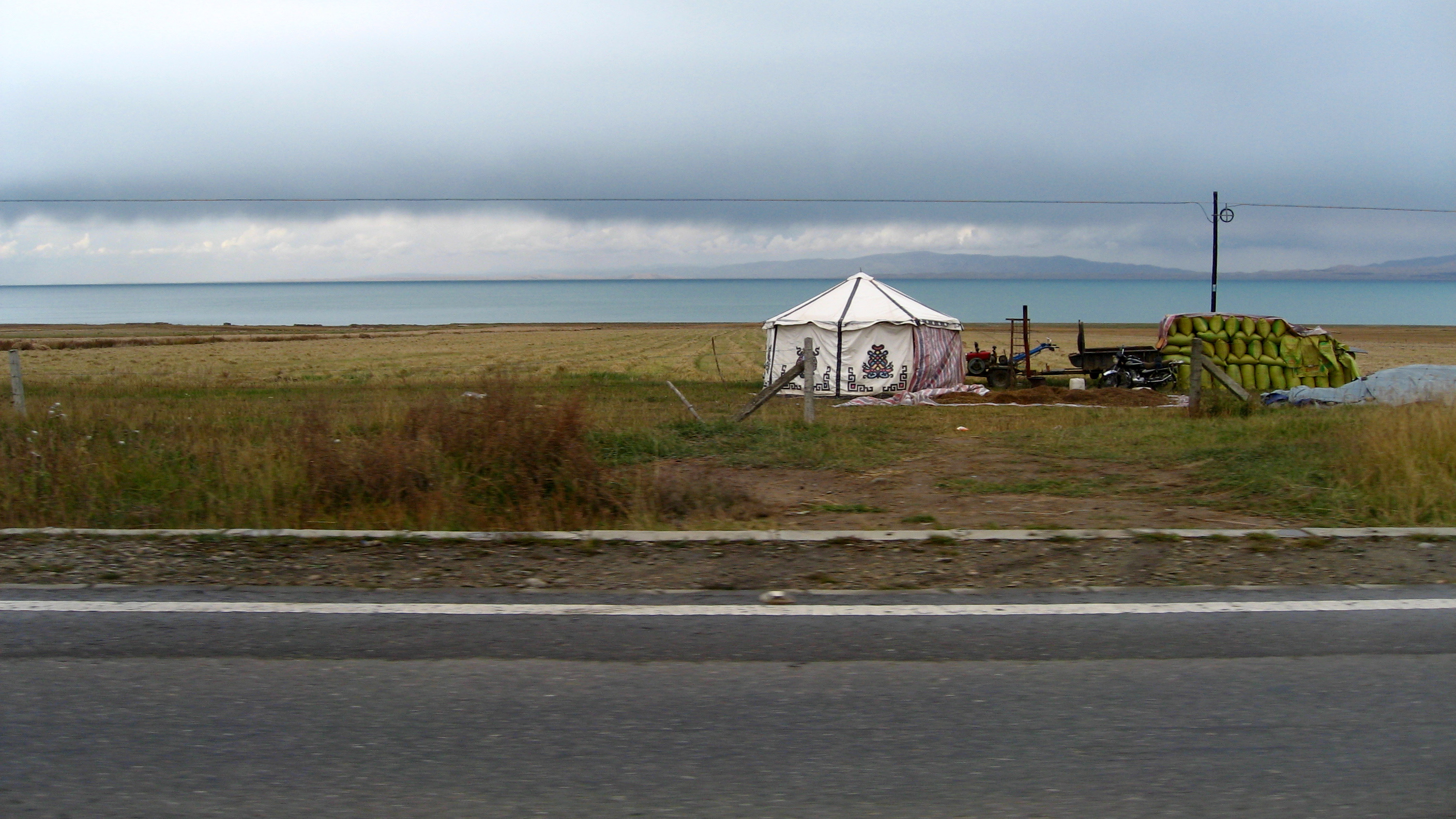
Iurtă pe mal